# Teoro
Los teoros o theoroi (en griego antiguo θεωροὶ o θεαροὶ), en la Antigua Grecia, eran los embajadores sagrados o mensajeros enviados por una ciudad para anunciar la organización de un juego Panhelénico o alguna fiesta determinada. Los teoros eran recibidos y acogidos por los teorodocos.
Estos anuncios de fiestas griegas y las celebraciones mismas, alcanzaban un carácter diplomático religioso y se solían acompañar de un periodo de tregua, que permitía a los teoros que las anunciaban y a los peregrinos viajar por el mundo heleno en ciertas condiciones de seguridad. Eran especialmente conocidos los teoros de Delfos. 